# 名古屋山三郎
名古屋（那古野） 山三郎（なごや さんざぶろう）は、安土桃山時代の武将。蒲生氏、森氏の家臣。名古屋（那古屋）因幡守高久（敦順）の次男。母は織田信長の縁者の養雲院。美少年の誉れが高く、世に名高き伊達者と流行唄 (はやりうた) にも歌われた人物。妻は出雲阿国ともいわれる。。ともに歌舞伎の祖とされている。

## 生涯

### 蒲生家臣時代
尾張国（現在の名古屋市）の生まれ。名古屋氏（那古野氏）は室町幕府奉公衆で今川氏一門かつ名越流北条氏の子孫といわれる。当初は母と共に京の建仁寺に在ったが、15歳の時に蒲生氏郷に見出され児小姓 (ちごこしょう) として仕える。その前に織田信包に仕えていた説がある。九州征伐、小田原征伐に参加。天正18年（1590年）の陸奥名生城攻略、天正19年（1591年）の九戸政実の乱でそれぞれ一番槍の功を立て2000石に加増される。

### 京浪人時代
文禄4年（1595年）に氏郷が死去すると蒲生氏から退去。京の四条付近で浪人した後に、出家して宗円と名乗り大徳寺に入る。その後しばらくして還俗し（母方の縁で織田氏と縁戚であることから）、織田九右衛門と名乗る。

### 森家臣時代
その後、妹の岩が側室として嫁いでいる森忠政の家臣として仕える。忠政は山三郎を気に入り、見目麗しい事や茶の湯や和歌に関しても見識が深い事から扈従役（饗応役）として取り立てられ、5000石の所領を与えた（後に5300石まで加増）。また、山三郎の妹2人が森家重臣の小沢彦八郎、各務正休（元峯の弟）と婚姻を結んだため、山三郎は森家中で大きな発言力を持ったが、それを快く思わない森家譜代の重臣井戸宇右衛門とは仲が悪く、度々、口論など諍いを起こしたとされている。

### 最期
慶長8年（1603年）、忠政は関ヶ原の戦いにおける恩賞として美作国津山藩に移封された後に新しい城を院庄に立てる事を計画。この時、山三郎は宇右衛門を殺すように忠政より命令され、忠政から直々に刀を賜っている。その後、工事現場において宇右衛門と居合わせた山三郎は喧嘩口論の末に抜刀して襲い掛かるが、逆に剛勇の宇右衛門に切り伏せられ死亡する。宇右衛門も居合わせた森家の人間にその場で斬り殺された。享年は28歳とも32歳とも伝わる。山三郎の遺体は現場の北側、宇右衛門の遺体は南側に埋められ、墓標の代わりに松が植えられた。現在もその場所には松があり、「白眼合松（にらみあいのまつ）」と呼ばれているという。墓所は大徳寺高桐院にも存在する。
なお、嗣子の名古屋蔵人は後に森家を去り、前田利常に3000石で召し抱えられ、子孫は加賀藩士となって代々名越（なごや）姓を称した。孫は隼人佐を称したという。加賀藩の侍帳には名越宗左衛門（500石）の名が見える。

## 逸話
- 名生城の一揆勢攻略では、白綾に赤裏を付した具足を着け、猩々緋の羽織を着て、手槍を掲げて城中に駆け入り、一番槍を付け好首を挙げた。これはのちに小歌にもなり、「鑓仕（槍士）鑓仕は多けれど、那古野山三は一の鑓」とうたいはやされた。
- 類稀な美貌の持ち主であり、蒲生氏郷も初見では少女と勘違いし、嫁に取るために身元を調べたという[4]。
- 『森家家臣各務氏覚書』には、「名古屋山三郎殿、御かたち美男にて之れ有り。御身上の妨げのも成り成り。主もうるさく思し召し御法体になされ宗円と申し候。」とある。
- 大徳寺高桐院の開祖玉甫和尚の『玉甫録(半泥蒿）』などの諸記録によれば、山三郎は武勇にすぐれていたばかりでなく、かくれなき美男子で、遊芸にも通じた伊達男であった。
- 遊芸に通じた伊達男でもあり数々の浮名を流し、ついには「山三郎と淀殿の子が豊臣秀頼ではないか」という噂まで流れた。
- 細川幽斎も宗円（山三郎）に関して「かしこくも身をかへてける薄衣にしきにまさる墨染めのそで」と歌を詠み、粗末な薄衣ですら宗円が身に着けていれば錦にも勝る墨染めのそでに見紛うようであると賞賛した。
- 織田信長の縁者で、父の那古屋因幡は信長の従兄弟であるという旨が『森家家臣各務氏覚書』にみられる。 『続群書類従本織田系図』に信長の叔父織田信次の孫中川重政の妹に養雲院（養零院）を挙げ、この女性が那古屋因幡の妻とある。
- 山三郎はのちの歌舞伎・浄瑠璃の題材として好まれ延宝年間 (1673～81) の古浄瑠璃『名古屋山三郎』が山三郎に遊女葛城と敵役不破伴左衛門を配して、のちの歌舞伎『鞘当』のもととなり、下っては文政6 (1823) 年4世鶴屋南北作『浮世柄比翼稲妻』が名高い。

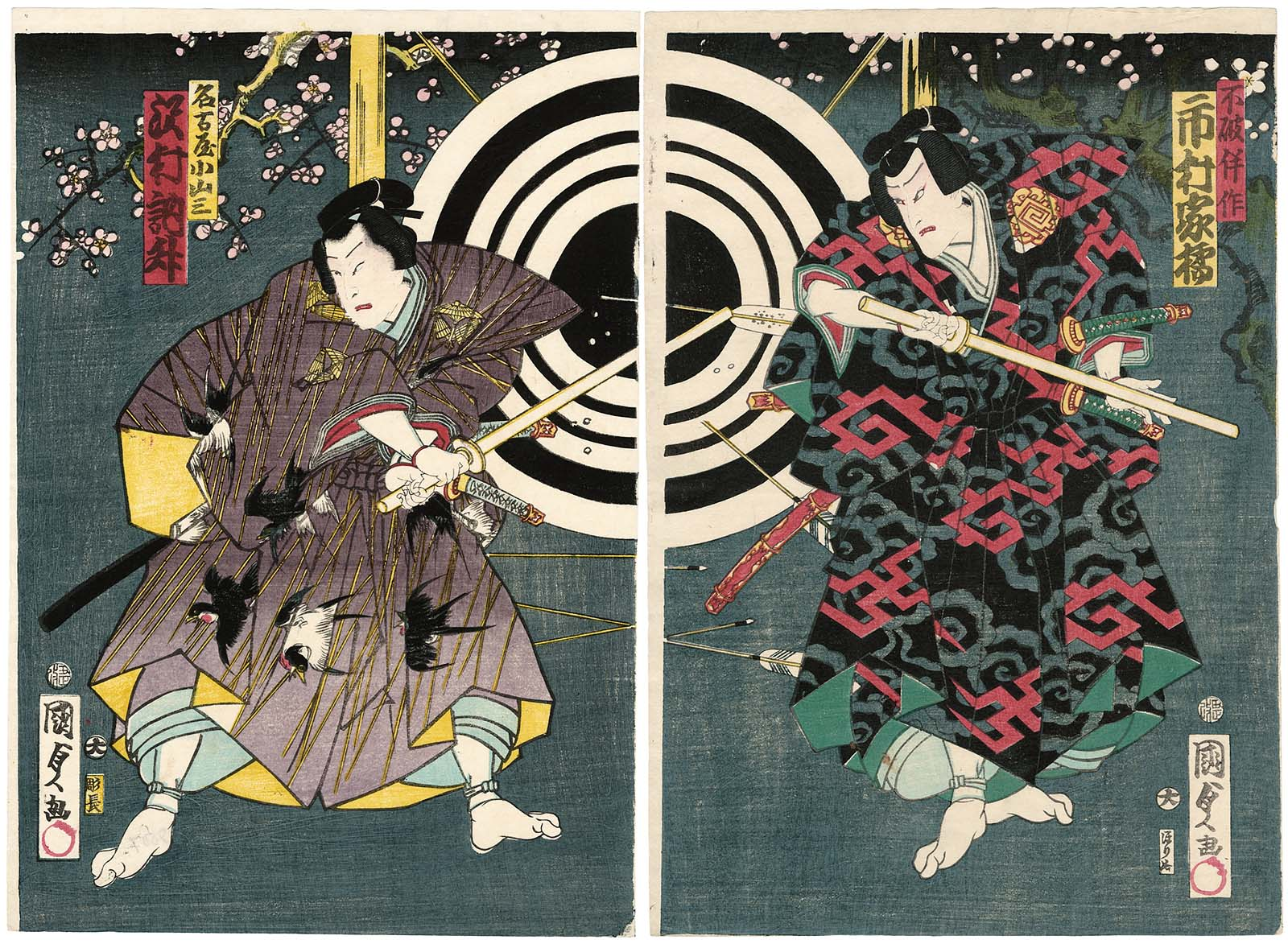
四代目 歌川豊国筆二代目澤村訥升演名古屋小山三(左)と四代目 市村家橘演不破伴作(右)

## 登場作品
- 柳生一族の陰謀（1978年、東映映画、演：原田芳雄）
- 関ヶ原（1981年、TBS、演：三浦洋一）
- へうげもの（2005年 - 2017年）
- Fate/Grand Order（2021年、声：マフィア梶田）